# Rinay
Le musée Rinay est un musée malacologique d'histoire naturelle à Bakou, en Azerbaïdjan. C'est également le premier musée privé du pays.

## Histoire
Rinay a été créé en 1989. 
Le musée expose environ 5 000 coquilles de palourdes (coquilles de mollusques bivalves) de 86 genres à travers le monde. Le musée présente également des centaines de coquilles de palourdes fossiles. Certains d'entre eux ont été obtenus par échange auprès des musées universitaires paléontologiques autrichiens, canadiens, argentins, espagnols, allemands, ukrainiens, russes, turcs et indonésiens.
La base de la collection du musée a été établie au début des années 1930 par Sadykh Karayev, ingénieur émérite et inventeur émérite de l'URSS. La collection de coquilles de palourdes de Karayev a été conservée par son épouse, le professeur Jeyran Ibadova, et a été transférée de Rinay au musée d'histoire de l'Azerbaïdjan en juin 2007. Le fils de Sadykh Karayev, Tofik Karayev, a poursuivi ses efforts pour améliorer la collection de son père. T. Karayev a travaillé auparavant à l'Institut géologique de l'Académie des sciences de la RSS d'Azerbaïdjan. Il a systématisé la collection et mené une révision taxonomique des mollusques modernes. En 1989, le musée a reçu un statut officiel.
Rinay est ouvert les lundis, mardis et vendredis de 10h00 à 14h00. 